# Baltringue
 (juillet 2022).
Si vous disposez d'ouvrages ou d'articles de référence ou si vous connaissez des sites web de qualité traitant du thème abordé ici, merci de compléter l'article en donnant les références utiles à sa vérifiabilité et en les liant à la section « Notes et références ».
Pour plus de détails, voir Fiche technique et Distribution.
Baltringue est un court métrage français réalisé par Josza Anjembe en 2020 et nommé aux César du meilleur court-métrage en 2021.

## Synopsis
À quelques jours de sa sortie de prison, Issa, vingt ans, fait la rencontre d'un nouveau détenu, Gaëtan, pour qui il va éprouver un sentiment amoureux.

## Fiche technique
- Titre original : Baltringue
- Réalisation : Josza Anjembe
- Scénario et dialogues : Josza Anjembe
- Costumes : Julia Fouroux
- Directeur de la photographie : Aurélien Marra
- Cadreur : Simon Roche
- Son : Benoît Guérineau, Arnaud Marten
- Musique : Kelly Carpaye
- Montage : Louise Decelle
- Production : Nelson Ghrénassia
- Directeur de production : Julien Auer
- Sociétés de production : Yukunkun Productions
- Sociétés de distribution : Yukunkun Productions
- Pays d'origine :  France
- Langue originale : français
- Format : couleur
- Genre : Drame
- Durée : 20 minutes
- visa d'exploitation no 150917 délivré le 6 décembre 2019

## Distribution
- Alassane Diong : Issa
- Yoann Zimmer : Gaëtan
- Émile Fofana : Jordan
- Nacima Bekhtaoui : Conseillère
- Miglen Mirtchev : Rémi

## Diffusion et accueil

### Accueil critique
Pour Têtu, « porté par un duo d'acteurs au diapason (Alassane Diong et Yoann Zimmer), Baltringue s'impose comme une incursion dans le milieu carcéral à travers l'histoire d'Issa ». La réalisatrice du court-métrage, Josza Anjembe, déclare au site Manifesto XXI : « Avec Baltringue, l'idée était d'explorer la question de l'homophobie intériorisée. » Pour Terrafemina, « en 20 minutes tendues et bouleversantes, l'ancienne documentariste parvient à nous nouer la gorge. Mais aussi à nous redonner espoir. »

## Récompenses
- Meilleur film du Nova Frontier Film Festival
- Prix d'interprétation masculine au Paris Courts Devant
- Future Talent Award lors du Rhode Island Film Festival
- Five continents international film festival :
  - Best Short Film Of The Month
  - Best Lgbt Short Film
  - Best Director Short Film
  - Best Screenplay Short Film
  - Best Lead Actor Short Film
  - Best Sound Design Short Film
  - Best Original Score Short Film (Ex Aequo)
  - Special Mention Supporting Actor Short Film
  - Special Mention Cinematography Short Film
  - Special Mention Art Direction Short Film
  - Special Mention Production Short Film
- Best LGBT Film au Cuzco Underground Cinema Festival

### Nomination
- 2021 : César du Meilleur court-métrage